# Terebra fernandae
Terebra fernandae é uma espécie de gastrópode do gênero Terebra, pertencente à família Terebridae.